# 극장판 안녕 자두야: 제주도의 비밀
《극장판 안녕 자두야: 제주도의 비밀》은 2022년 1월 27일에 상영 예정인 모험, 어린이 애니메이션 영화로, 최자두와 주변 인물, 제주도를 소재로 한다.
전체적인 대사는 한국어지만 부분적으로 제주어로 더빙된 장면이 있으며, 스토리의 전반부는 똑똑한 소녀 전복과 주인공 자두와 윤석의 인간관계를 다루고 있다.